# Олифант (фрегат)
«Олифа́нт» — 32-пушечный парусный фрегат русского флота. Участвовал в Северной войне 1700—1721 годов, в 1706 и 1707 годах был флагманским кораблём Балтийского флота.

## Происхождение названия
Выбор названия «Олифант», с голландского и немецкого языков переводящееся как «слон», должен был символизировать усиливающиеся силу и мощь России, а также величие деяний её монарха. В изданном по указу царя в 1705 году и широко использовавшемся в России сборнике символов и эмблем различным изображениям слона соответствовали девизы: «сила моя равна благодеянию моему», «злым лих», «немала сила», «время придёт». У одноимённого корабля петровского Азовского флота использовался указанный в сборнике девиз «злым лих». В объяснении изображений на триумфальных вратах, воздвигнутых в Москве для встречи Петра I и его войск 11 ноября 1703 года, указывалось, что стоящий среди убитых зверей слон символизирует «его царского… величества силу и благополучие во бранех».
В некоторых русских документах рассматриваемой эпохи корабль именуется как «Деолифант» — с использованием нидерландского определённого артикля de.
В голландском и датском флотах второй половины XVII — начала XVIII века также служило несколько боевых кораблей, чьё название переводилось как «слон».

## История проектирования

### Причины разработки проекта
К осени 1703 года на Олонецкой верфи была заложена группа из 10 фрегатов, положившая начало Балтийскому флоту Петра Великого. Головным и самым мощным среди кораблей этой первой флотской эскадры был «Штандарт», спроектированный и построенный при личном участии самого царя Петра I. Остальные 9 кораблей были построены по его типу и отличались от базового проекта лишь наличием в корпусе портиков для гребных вёсел, обусловленных эксплуатационной необходимостью.
Флот, создаваемый на Балтике, нуждался в мощных кораблях, способных защитить отвоёванные земли и обеспечить проведение Россией своих экономических интересов в этом регионе. И хотя заложенная серия фрегатов из-за относительно слабого артиллерийского вооружения с трудом соответствовала даже задаче обороны акватории невской дельты от шведского линейного флота, Пётр I считал преждевременным создавать определённую технологическую инфраструктуру для возможности строительства значительно более дорогих линейных кораблей в только что отвоёванных землях, а фактически на театре боевых действий. Поэтому в первую кораблестроительную программу флота (1703) линейные корабли включены не были, а в качестве компромиссного решения было решено до строительства линейных кораблей построить дополнительно ещё несколько фрегатов, но принципиально новой конструкции и с более мощным артиллерийским вооружением, чем у кораблей предыдущей серии.

### Технические проблемы проектирования: поиск компромиссных решений
Разработка проекта нового фрегата, за которую взялся сам царь, предполагала решение целого ряда технических проблем, вызванных размещением и условиями практического действия тяжёлой артиллерии 18-фунтового калибра (т. н. полукартаунов, более известных в русских документах того времени под названием «полукартаулов»). Выбор такого калибра артиллерии требовал новых подходов к расчёту прочностных и конструктивных параметров корпуса и корпусных конструкций и увязки новых величин с эксплуатационными и мореходными характеристиками, что на кораблях 5 ранга (в рассматриваемую эпоху — 30-40-пушечных фрегатах), с выработанных временем пропорциями, размерениями корпуса и составом артиллерийского вооружения, представляло очень сложную задачу, не имевшую своих аналогов в европейском кораблестроении.
Иными словами, при проектировании корабля, во-первых, требовалось строгое соблюдение соответствия размерений корабля его артиллерийскому вооружению, для обеспечения возможности ведения последним боевых действий в стандартных условиях на море, то есть корабль был обязан иметь высокие мореходные качества, главным образом, достаточную остойчивость (полвека спустя, для оценочных расчётов этого соответствия на стадии проектирования Ф. Х. Чапман ввёл в инженерную практику понятие «эмпирической зависимости»). Во-вторых, требовалось обеспечить действие корабельной артиллерии в «свежую» погоду — при силе ветра в 2 балла по шкале Бофорта, волнении моря в 3 балла при высоте волн 3-процентной обеспеченности, равной 0,75-1,25 м и возможном крене корпуса до 7 градусов. С точки зрения корабельной архитектуры, эти технические задачи обеспечивались минимизацией высоты надводного борта корпуса и, как следствие уменьшением парусности надводной части корпуса при сохранении приемлемых соотношений высоты надводного борта к общей высоте борта и к грузовой осадке; а также максимально возможно высоким расположением орудийных портов от действующей ватерлинии, при соблюдении приемлемого положения центра величины и центра тяжести корабля относительно корпуса и действующей ватерлинии и увязки их положения между собой.
Необходимый результат, тем самым, мог быть достигнут только при соблюдении противоречивых параметров: минимизации высоты надводного борта и, напротив, за счёт роста высоты надводного борта, неизбежного при повышении высоты расположения орудийных портов. Как следствие, Пётр I при проектировании фрегата должен был решить оптимизационные задачи по исключению противоречий в стремлении, с одной стороны, к созданию корабля с максимально возможно мощным артиллерийским вооружением, с другой стороны, к обеспечению при этом достаточных прочностных качеств и весовых параметров корпуса, а с третьей — к достижению оптимально необходимых мореходных качеств. Делал это он, несомненно с опорой на результаты, достигнутые европейским кораблестроением того времени.
Главным, чем пришлось пожертвовать Петру I при проектировании в стремлении сохранить параметры корпуса с соотношением Lд/B не менее 3.8 (что с точки зрения существующих в этот период теоретических кораблестроительных концепций было крайне важным), стало уменьшение длины стволов устанавливаемых на корабль 18-фунтовых орудий на 18 %, а 12-фунтовых на 12 %. Это решение влекло за собой уменьшение дальности стрельбы орудий и мощности разрушительной силы ядер, но отказ от этого решения заставил бы либо уменьшить соотношение Lд/B, что существенно ухудшило бы маневренные и скоростные качества фрегата, либо потребовал бы увеличения всех главных размерений корабля из-за невозможности действия орудиями в наметившихся объёмах, что повысило бы водоизмещение корабля, а вместе с ним и его конечную стоимость и общую трудозатратность.
Пётр I, как представляется исследователю истории русского флота В. Г. Крайнюкову, удачно справился со сложнейшей научной и инженерной проблемой, позволившей на фрегате с длиной дека 109 футов и 8 дюймов (Lд/B=3,83) разместить артиллерию 18-фунтового калибра (с запасом по усилению около 19 %) и обеспечить высоту отстояния нижней кромки орудийных деков от эксплуатационной ватерлинии на уровне 5 футов и 2 дюймов, отмеченную лишь на лучших однодечных фрегатах французской школы (5-5½ футов). Петру I удалось при этом выдержать отношение высоты надводного борта к общей высоте корпуса равным 0,47: таких эксплуатационных параметров европейские мастера достигали только при артиллерии дека, не превышающей 8-фунтовый калибр.
Проектирование корабля было, очевидно, завершено к концу лета 1704 года. Так в письме царя с Олонецкой верфи к А. Д. Меншикову от 23 сентября 1704 года Пётр писал: «…новый корабль с осминадцати-фунтовыми или полкартаульными вскоре заложится — готовим текен [чертёж]». Завершение разработки рабочих чертежей заняло ещё 8 дней, после чего состоялась закладка корабля.

## История строительства
Торжественная церемония закладки «Олифанта» состоялась 2 (13) октября 1704 года на Олонецкой верфи, строительство корабля в отсутствии Петра I было получено голландскому корабельному мастеру Выбе Геренсу (в официальных документах, относящихся к строительству фрегата, он числился корабельным подмастерьем). Царь неоднократно привлекал В. Геренса к работам над кораблями своих проектов.

Строительство велось быстро и уже к весне следующего года, судя по сообщениям коменданта Олонецкой верфи Ивана Яковлева А. Д. Меншикову от 22 марта (2 апреля) 1705 года, корпус корабля был готов: 
«…большой корабль в отделке, чаем что отъ нынешних чисел в месяц, и на каюте палубу сделали, и изнутри выконопачено и снаружи конопатят и чаем, что на воду спустятся все как ото льду река очистится».
9 (20) апреля 1705 года олонецкий комендант писал князю А. Д. Меншикову: 
«На болшом фрегате и на шнавах окны зделаны и каюты накрыты и сторон выконопатя починают внутри делать что надлежит.»
 К 14 (25) апреля 1705 года отделочные работы уже подходили к концу, «Олифант» был: 
 «…досками обогнут, окна отделаны, палуба отделана, бак и шханц досками покрыты и весь выконопачен. Галдереи делают, также и каюты делают же, катор-шпор сетерсы. Гакаборт делают, лев поставлен, гальюн делают».
Со спуском и отправкой фрегата в Санкт-Петербург торопились, чтобы включить корабль в состав Балтийского флота уже в эту навигацию и вывести его в Финский залив к Кроншлоту для защиты Санкт-Петербурга с моря. Однако уже в период предспусковой подготовки возникли затруднения со своевременной доставкой на верфь якорей и пушек с Олонецких железных заводов, о чём Яковлев неоднократно жаловался командующему Балтийским флотом вице-адмиралу К. Крюйсу на вице-коменданта железных заводов Алексея Чоглокова.
«Олифант» был спущен на воду 30 мая (10 июня) 1705 года. 21 июня (2 июля) 1705 года фрегат был отпущен с верфи в Петербург под командой капитана Корнелиуса Слейса (Шлюса). По той причине, что полная осадка корабля составляла 11 футов, для возможности проводки «Олифанта» через песчаные мели у Шлиссельбурга, где глубины акватории Невы не превышали 7 футов, с него были сняты груз, артиллерия и весь рангоут кроме фок-мачты и бушприта. Снятые «корабельные припасы» везли следом на специально выделенном для этих целей флейте под командой князя Голицина.
В первых числах июля (по юлианскому календарю) фрегат дошёл до Шлиссельбурга и остановился, так как самостоятельно перейти через мели не мог из-за осадки, несмотря на все принятые меры, составлявшей величину более 9 футов. Приказом К. Крюйса для проводки фрегата через бар были выделены мелкосидящие буера, а также две шнявы, совершавшие вместе с «Олифантом» переход в Петербург. Как явствует из донесений И. Яковлева А. Д. Меншикову, 10 (21) июля 1705 года корабль стоял в Шлиссельбурге, а 26 августа (6) сентября 1705 года дошёл до Санкт-Петербурга, где на верфи в Кронверкской протоке на фрегат был поставлен рангоут, такелаж и артиллерийское вооружение. Там же кораблю отвели специальное место на пристани, где в этот период базировались и обслуживались практически все корабли флота.

## Описание

### Архитектура корабля и главные размерения корпуса
По компановочной схеме «Олифант» представлял собой однопалубный корабль с открытым деком и двумя надстройками в оконечностях корпуса: баком и удлинённым галфдеком (то есть шканцами, квартердеком).
По своим главным размерениям фрегат соответствовал кораблям V ранга по британской ранговой классификации 1706 года: длина корабля между штевнями равнялась 32,65 м, длина по гондеку — 109 голландским футам 8 дюймам (31,06 м), ширина по набору корпуса в шхергане без учёта обшивки равнялась 28 голландским футам 7 дюймам (8,1 м), глубина трюма (интрюма) — 10 футам 6 дюймам (2,98 м).

### Рангоут и такелаж
Парусное вооружение фрегата «Олифант», как явствует из архивной росписи 1705 года, состояло из парусов, сшитых из канифаса: грота с бонетом, фока с бонетом, бизани с бонетом, грот-марселя, фок-марселя, грот-блинда, крюйселя, грот-стакселя и двух ундер-лиселей, а также парусов из «фламского» полотна, а именно: бовен-блинда, грот-брамселя, фор-брамселя, грот-стень-стакселя, форстень-стакселя и двух бовен лиселей. На изготовление парусов ушло почти 2500 аршин полотен.
На фрегат поставлялись флаги следующего состава: 1 синий в 12 полотнищ с крестом, 1 белый в 12 полотнищ с крестом, 2 гюйса, 1 старый флаг в 11 полотнищ, 1 гюйс старый, 7 флюгеров, 3 вымпела длиной по 30 аршин.

### Вооружение
Штатное вооружение корабля состояло из 32 пушек. На нижней палубе (оверлоопдеке) должны были устанавливаться 22 18-фунтовые пушки (по 11 с каждого борта) весом в 126 пудов каждая, на фердеке — 10 6-фунтовых пушек весом по 56 пудов. Фактическое вооружение в 1705 году, согласно заказной спецификации пушек и якорей на фрегат «Олифант», составленной капитаном Яном Валронтом, состояло из 18 пушек на оверлоопдеке (8 18-фунтовых и 10 12-фунтовых пушек весом 90 пудов), а также 10 6-фунтовых на фердеке (всего 28). Чем было вызвано несоответствие между проектным вооружением корабля и фактическим, нехваткой наличных орудий или конструктивными ограничениями, в источниках не сообщается.
В списке корабельного состава Балтийского флота от 1708 года, составленном английским дипломатом Чарльзом Уитвортом, «Олифант» фигурирует как корабль с 32 орудиями.
В 1710 году «Олифант» должен был выйти в «нынешнюю кампанию» в море с вооружением в 26 корабельных орудий, основным калибром указаны 18 фунтовые пушки.
Якорное вооружение фрегата «Олифант» согласно спецификации 1705 года состояло из 9 якорей: в 50, 45, 43, 42, 36, 30, 25 и 5 пудов, а также одного малого четырёхрогового в 4 пуда.
Шлюпочное вооружение корабля согласно этой же спецификации было представлено одним ботом, способном нести в море 3 паруса, и 6-вёсельной шлюпкой с двумя парусами.

### Экипаж
Экипаж корабля составлял из 196 человек команды и 4 офицеров. В некоторые годы из-за недокомплекта команды численность экипажа составляла 160 и даже 150 человек.
Командиры
Командирами фрегата «Олифант» в составе российского флота в разное время служили:
- капитан Корнелиус Слейс (1705);
- К. И. Крюйс (1706 год);
- капитан Абрам Рейс (1707);
- вице-адмирала К. И. Крюйс (1708 год)[8];
- поручик Тенис Тран (1709);
- комендер Ян Блорий (1710).

## История службы

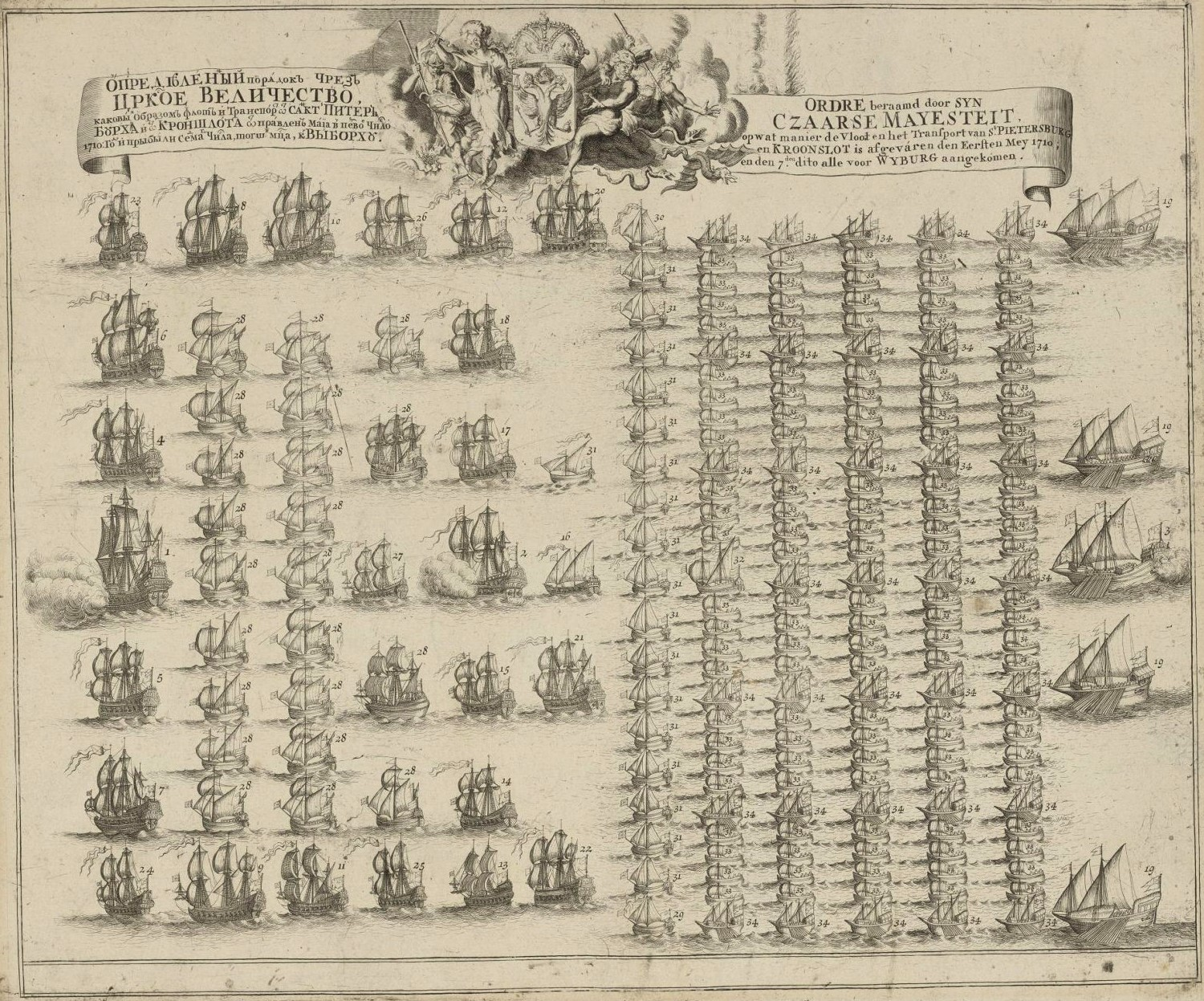
Порядок построения Балтийского флота во время похода к Выборгу

Принимал участие в Северной войне. Ежегодно в кампании с 1706 по 1710 год в составе эскадры кораблей Балтийского флота нёс боевое дежурство в Финском заливе, ежегодно выходил к Кроншлоту для защиты морских подступов к Санкт-Петербургу, а на зимовку каждый год уходил в Неву. Также ежегодно участвовал в учебных манёврах на рейде.
В кампании 1706 и 1707 годов выполнял функции флагманского корабля Балтийского флота.
В списке «судов царского флота», находившегося в мае 1708 года на якорях в тридцати верстах от Санкт-Петербурга между островом Ричарда и Кроншлотом под общим командованием генерал-адмирала Ф. М. Апраксина и вице-адмирала К. И. Крюйса, составленном английским дипломатом Чарльзом Уитвортом, фигурирует во составе отряда из 12 кораблей, состоявшего из кораблей «Думкрат», «Олифант», «Нарва», «Санкт-Петербург», «Святой Михаил», «Ивангород», «Триумф», «Кроншлот», «Фама», «Дерпт», «Штандарт» и «Шлиссельбург».
После проведения осмотра корпуса корабля в августе 1708 года была выявлена необходимость в его килевании. В начале следующего года, как следует из донесения адмиралтейского советника А. В. Кикина Петру I, состояние корабля было признано удовлетворительным: «Здешние фрегаты и шнявы, окроме „Думкрата“, „Олифанта“ и „Лизетки“, бомбардирского нового галиота…гораздо гнилы по самую воду…». К концу кампании 1709 году фрегат был определён для ремонта, а в 1710 году находился в плохом состояние и причислялся к кораблям которые «токмо в надеянии что могут служить».
Несмотря на это, в мае 1710 года фрегат принимал участие в ледовом походе кораблей Балтийского флота от Кроншлота в Выборгу. С 1 (12) мая по 14 (25) мая находился в составе эскадры кораблей под командованием Петра I и сопровождал транспортные суда до Берёзовых островов.
По окончании службы в 1712 году фрегат «Олифант» был разобран.

## Сравнительная оценка
На фрегатах ведущих морских держав рубежа XVII—XVIII веков, аналогичных «Олифанту» по типу, ранговой классификации, корабельной архитектуре и основным размерениям, на нижнем деке устанавливалась артиллерия 6 и 8 (9)-фунтового калибра, а на палубных надстройках 3(4)-, 6- или 8-фунтового.
Английские кораблестроители согласно штатам Адмиралтейства 1703 года (и до этого) устанавливали на деки однодечных 32-пушечных фрегатов (кораблей 5 ранга) артиллерию калибра 6 и 9 фунтов, причём число длинных орудий 9-фунтового калибра (полукулеврин) было ограничено всего 4 единицами. На надстройки устанавливалась 4-фунтовая артиллерия. Артиллерия 12-фунтового калибра стала устанавливаться на английских фрегатах только начиная с 1761 года, а в начале XVIII века ставилась лишь на нижнем деке линейных кораблей 46-54-пушечного ранга вплоть до начала действия уложения 1719 года; 18-фунтовая артиллерия появилась на английских фрегатах только начиная с 1793 года.
Французские кораблестроители на однодечных кораблях 5 ранга по французской ранговой классификации, также известных как фрегаты т. н. 2-го ордера и вооружённых 30-36 орудиями, в соответствии с регламентом 1689 года устанавливали на деке 6 или 8-фунтовую артиллерию. На двухдечных 44-48(50)-пушечных «фрегатах 1-го ордера» (кораблях 4 ранга) на нижнем деке устанавливалась 12-фунтовая артиллерия. Установка 18-фунтовой артиллерии на французских однодечных фрегатах отмечается только начиная с середины XVIII века.
Согласно штатам голландского Адмиралтейства 1740-х годов 36 (38)-пушечные фрегаты несли на деке 6- и 8-, на надстройках — 3-фунтовые орудия.

### Комментарии
1. ↑  Рассчитанное по старинной английской формуле вычисления тоннажа (для судов с датами постройки после 1648 года) как произведение длины киля (в английских футах) × длину бимса × длину половины бимса/94. Полученное значение следует перевести из английских тонн в метрические.
2. ↑  Здесь и ниже орфография источников сохранена.
3. ↑  Имеются в виду и другие суда, строящиеся на верфи.
4. ↑  То есть пушечные порты.
5. ↑  Подразумевается гальюнная фигура в виде льва.
6. ↑  Калибр орудия в фунтах соответствует весу ядра орудия данного калибра (в русской артиллерии вес измерялся в артиллерийских фунтах, равных 0,491 килограмма). Таким образом, масса 18-фунтового ядра в системе СИ соответствовала 8,84 кг.
7. ↑  Два носовых и два кормовых порта, очевидно, были как минимум в 1705 году оставлены пустыми, что объясняет разницу между штатным и фактическим числом пушек на оверлоопдеке. Оставление двух передних носовых портов пустыми было распространённой практикой в некоторых флотах, например во французском.
8. ↑  Всего в списке фигурирует 12 линейных кораблей с 372 орудиями и 1540 членами экипажей, 8 галер с 64 орудиями и 4000 членами экипажей, 6 брандеров, 2 бомбардирских корабля и 305 мелких судов[9].